# Aquileia
Aquileia (furlanisch Aquilee; deutsch Aquileja, Agley oder Aglar[n]; slowenisch Oglej) ist eine Stadt mit 3152 Einwohnern (Stand 31. Dezember 2023) in der italienischen Region Friaul-Julisch Venetien. Die Stadt liegt am Fluss Natissa im heutigen Friaul (nördliches Italien), etwa zehn Kilometer von der Lagune von Grado am Golf von Triest entfernt. Sie war eine strategisch und wirtschaftlich bedeutende Stadt des Römischen Reiches. Reste der römischen Stadt sind im Freigelände und in zwei Museen zu besichtigen, allerdings wurde der größte Teil archäologisch noch nicht gesichtet (Stand 2017). In der mittelalterlichen Basilika von Aquileia befindet sich das bedeutendste frühchristliche Fußbodenmosaik Italiens, das auf das frühe 4. Jahrhundert datiert wird.

## Geschichte

### Vorgeschichtliche Besiedlung
Eine erste Besiedelung des späteren Stadtgebietes von Aquileia lässt sich für die frühe Eisenzeit (etwa 800–500 v. Chr.) nachweisen. Nördlich des Forums kamen in einer Tiefe von drei bis vier Metern unterhalb des heutigen Laufniveaus Überreste einer Siedlung aus dieser Epoche zutage.

### Römische Zeit

#### Gründung, Benennung und frühe Entwicklung

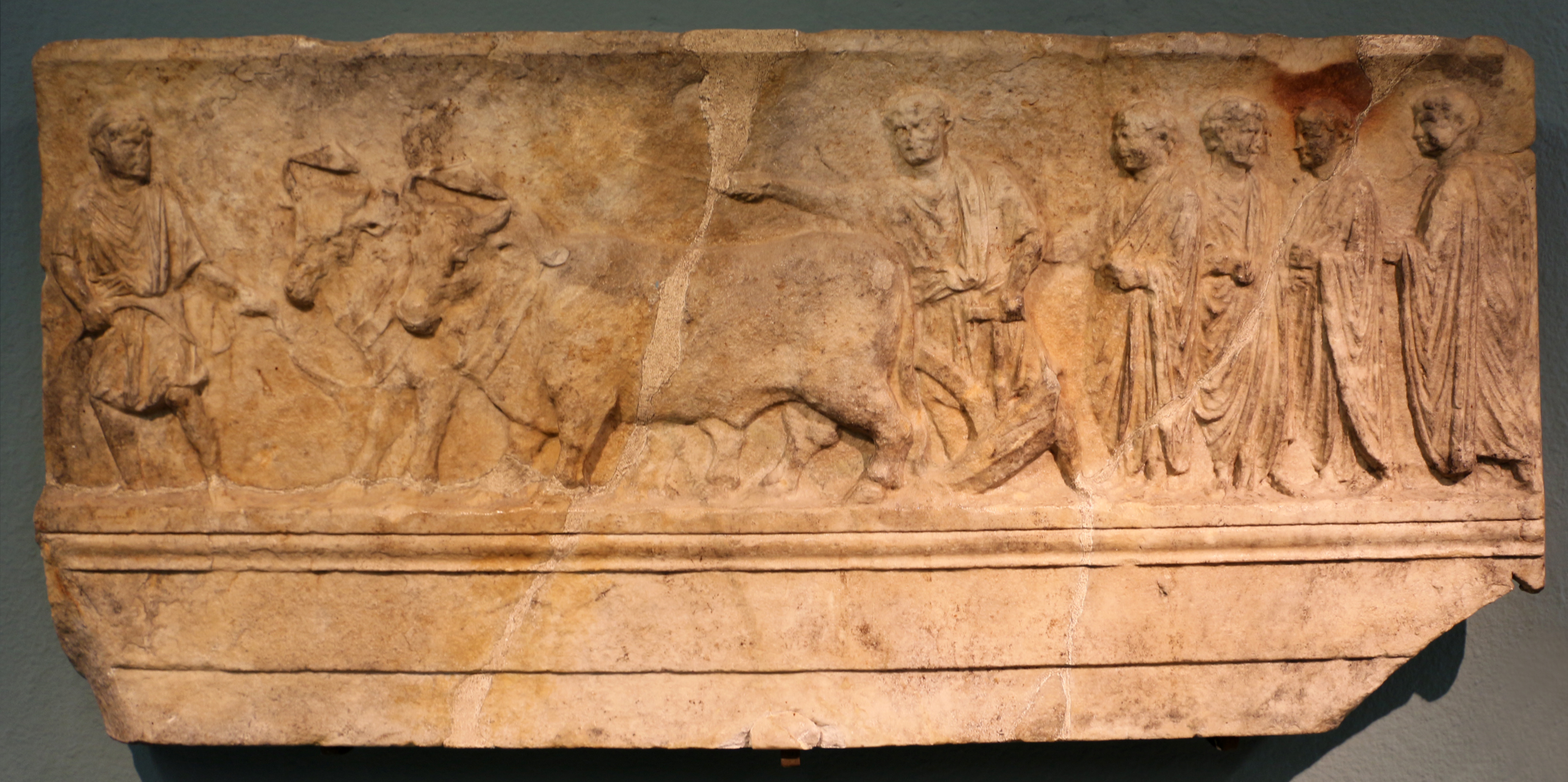
Spätere Darstellung der Gründung Aquileias, Mitte des 1. Jahrhunderts n. Chr.: Dargestellt ist die rituelle Festlegung der Stadtgrenze durch Ziehung einer Ackerfurche, des Sulcus primigenius

Die Gründung Aquileias erfolgte im Rahmen der Römisch-gallischen Kriege. 186 v. Chr. waren keltische Siedler dem römischen Schriftsteller Titus Livius zufolge friedlich nach Italien gezogen, um an der Stelle des späteren Aquileia eine Niederlassung zu gründen; eine ähnliche Wanderungsbewegung habe sich 183 v. Chr. wiederholt. Nachdem jedoch der Feldherr Marcus Claudius Marcellus die Kelten aus dem Raum vertrieben hatte, beschloss der Senat, dort eine römische Kolonie zu gründen, um die Kontrolle über das Gebiet dauerhaft zu sichern. Für die Organisation der Stadtgründung wurden drei Senatoren zu triumviri coloniae deducendae ernannt, nämlich Publius Cornelius Scipio Nasica, Gaius Flaminius und Lucius Manlius Acidinus Fulvianus (dessen Name und Amtsbezeichnung auch auf einer Inschrift aus Aquileia aufgefunden wurde.). Es wurde festgelegt, dass die neue Stadt kein volles römisches Bürgerrecht, sondern lediglich das latinische Bürgerrecht erhalten sollte. Im Jahr 181 v. Chr. wurde dann schließlich nach erneuten Auseinandersetzungen mit einem keltischen Volksstamm die neue Stadt mit dem Namen Aquileia gegründet. Angesiedelt wurden dort den Angaben des Livius nach 3000 Veteranen mit ihren Familien und Offizieren.
Die Herkunft des Stadtnamens ist nicht völlig geklärt. Eine antike Theorie leitete den Namen Aquileia vom Wort aquila („Adler“) her, was von der modernen Forschung allerdings abgelehnt wird. Eine weitere antike Herleitung geht von einem Fluss namens Aquilis aus, der für die Benennung der Stadt verantwortlich gewesen sei. Die Endung -eia könnte ein Hinweis darauf sein, dass der lateinische Name auf die Bezeichnung einer älteren, keltischen Vorgängersiedlung zurückgriff. Diese wiederum könnte auf einen etruskischen oder rätischen Personennamen zurückzuführen sein.

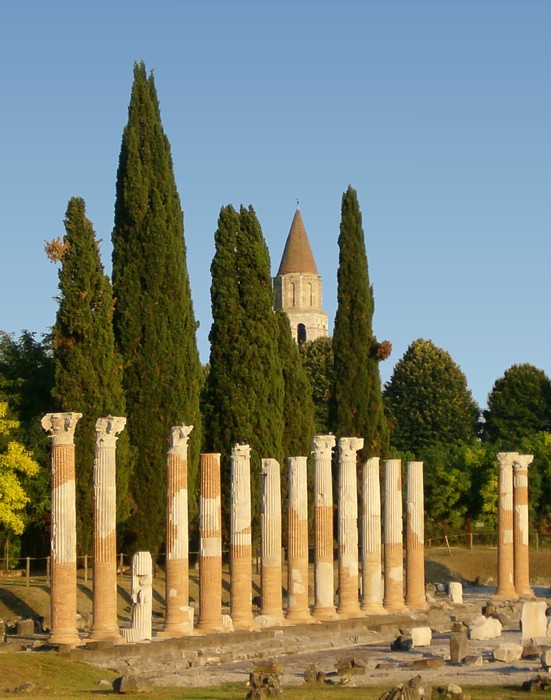
Ehemaliges, teilweise rekonstruiertes antikes Forum von Aquileia

Die Gründung der römischen Stadt Aquileia sollte die Romanisierung des Gebietes vorantreiben, aber auch strategischen Nutzen bringen. Von dort aus wurden im Verlauf des 2. Jahrhunderts n. Chr. unter anderem militärische Unternehmungen etwa gegen die Histrier und weitere einheimische Volksstämme sowie nach Dalmatien begonnen. 171 v. Chr. wandten sich die Bewohner der Stadt mit der Bitte um eine Vergrößerung der Bevölkerung an den Senat, woraufhin erneut triumviri, nämlich Titus Annius Luscus, Publius Decius Subulo und Marcus Cornelius Cethegus, nach Aquileia gesandt worden seien, um dort weitere 1500 Familien anzusiedeln. 90 v. Chr. wurde mit der Lex Iulia de civitate Latinis danda allen latinischen Kolonien Oberitaliens das römische Bürgerrecht verliehen, woraufhin Aquileia zum Municipium wurde und eine eigene „Verfassung“ erhielt. Einige Zeit später wurde die Stadt dann auch zur vollen römischen Bürgerkolonie erhoben, vermutlich während der Regierungszeit des Kaisers Augustus (31 v. Chr.–14 n. Chr.).

#### Verkehrsanbindung
148 v. Chr. wurde unter dem Consul Spurius Postumius Albinus Magnus die Via Postumia von Genua nach Cremona und eine Verlängerung mit der ersten Brücke über die Etsch bis nach Aquileia gebaut. Sie bildete die erste sichere Landverbindung in das Friaul. Um 130 v. Chr. wurde dann die Fortsetzung der Via Flaminia entlang der adriatischen Küste von Rimini nordwärts mit einer Brücke über den Po in Richtung Aquileia vorangetrieben, wodurch die Via Annia entstand. Vermutlich verliefen die Via Postumia und die Via Annia auf dem letzten Stück, nämlich zwischen Iulia Concordia und Aquileia, auf der gleichen Route, sodass der Name der Via Postumia für diesen Abschnitt mit der Zeit verschwand. Sodann begann in Aquileia die transalpine Verbindung zur Donau, die Via Iulia Augusta, durch die die Stadt mit Noricum (heutiges Kärnten und Steiermark) verbunden war. Da dorther das für die römischen Waffen nahezu ausschließlich genutzte Ferrum Noricum stammte, handelte es sich um einen strategisch bedeutsamen Handelsweg. Nach Osten hin führte über den Pass des Birnbaumer Waldes in den Julischen Alpen die Straße nach Emona (heute Ljubljana), die das letzte Teilstück der Bernsteinstraße bildete und häufig (wohl fälschlich) als „Via Gemina“ bezeichnet wird. In Wirklichkeit dürfte es sich bei der aus antiken Inschriften bekannten Via Gemina um eine andere Straße handeln, die von Aquileia aus ebenfalls nach Osten führte, aber einen südlicheren Verlauf nahm und nach Tergeste (das heutige Triest) führte. Dort hat sie vermutlich an die Via Flavia angeschlossen, die weiter über Dalmatien und den Balkan bis nach Griechenland führte.
Daneben war Aquileia schon früh auch an das Wasserverkehrsnetz angebunden, als die von Sumpfland umgebene Ansiedlung durch den kanalisierten Fluss Natissa mit der damals noch etwas weiter entfernten Adriaküste verbunden wurde. Gegen Ende des 3. Jahrhunderts n. Chr. kam als zweite Meeresverbindung der „Canale Anfora“ hinzu, sodass die Stadt einen Ost- und einen Westhafen erhielt, zwei sichere Häfen vor Sturm und Eroberern, die durch ein Kanalnetz für Schiffe sowie zur Ent- und Bewässerung miteinander verbunden waren. Der Canale Anfora war damals etwa dreimal so lang wie heute eine Verbindung mit dem Meer in dieser Richtung wäre. Über diesen Kanalweg erhielt der Inlandhafen auch einen sicheren Zugang hinter den Lagunen, der vermutlich bis Chioggia reichte. Damit war Aquileia über Jahrhunderte der wichtigste Hafen der Adria, dessen Kai am rechten Flussufer der Natissa eine Länge von 500 m und eine Breite von 48 m besaß. Er war mit Zugangsstiegen, Ladebühnen und Lagerhäuser versehen, die den lukrativen Warenaustausch mit Griechenland und den Ländern des Orients, von Kleinasien nach Syrien bis Ägypten und darüber hinaus ermöglichten.

#### Stadtentwicklung

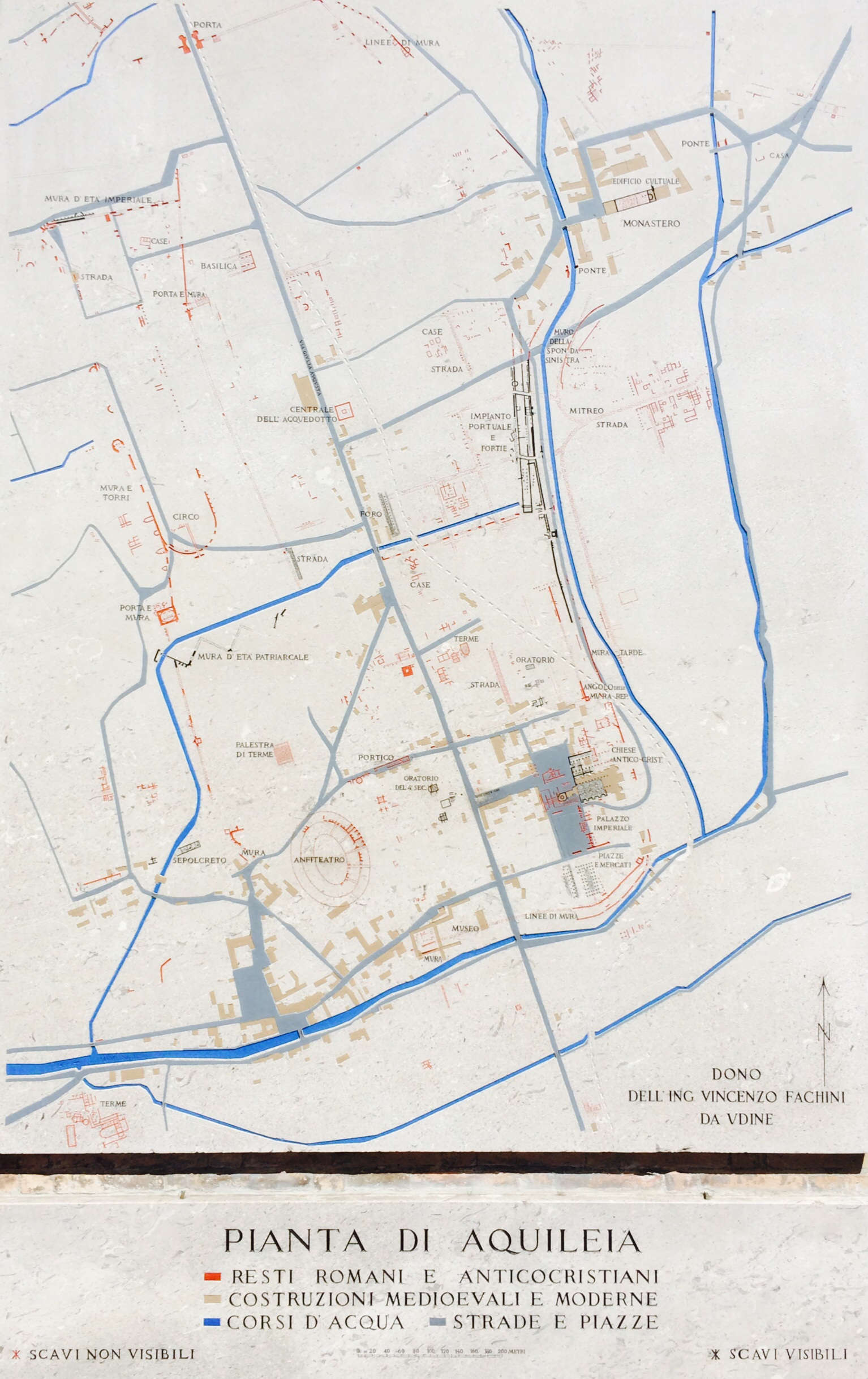
Aquileia, Übersicht römischer und frühchristlicher Infrastruktur

Die Bedeutung der Stadt ergab sich aus ihrer Funktion als wichtigem Verkehrsknotenpunkt zu Lande und zu Wasser bis ins Hochmittelalter. Mit der Neuorganisation der Verwaltung Italiens unter Augustus wurde die Stadt zum Hauptort der römischen Region X „Venetia et Histria“. Bereits zuvor hatte die Stadt eine wichtige Rolle in der Region gespielt, etwa als Ausgangsbasis und Winterlager für den „Gallischen Krieg“ Gaius Iulius Caesars und dann auch als Verwaltungszentrum des Großraumes.
Die Bedeutung als militärische Drehscheibe blieb auch in den kommenden Jahrhunderten bestehen, vor allem während der augusteischen Germanenkriege und der Eroberung des Ostalpenraumes zur gleichen Zeit, im pannonischen Aufstand 6–9 n. Chr., dem Vierkaiserjahr (69 n. Chr.). Parallel wurde Aquileia eine zentrale Handelsmetropole, über die ein erheblicher Teil des Warenverkehrs zwischen der Apenninhalbinsel und Mitteleuropa abgewickelt wurde. So berichtet der römische Schriftsteller Plinius der Ältere in seiner Naturalis historia, dass Bernstein von der Bernsteinküste an der Ostsee bis nach Aquileia transportiert wurde. Auch der Handelsweg nach Noricum war aufgrund des dort intensiv betriebenen Bergbau für die römische Wirtschaft wichtig.
Neben seiner Rolle als Warenumschlagplatz war Aquileia vor allem für seine Glasindustrie bekannt, wobei die Rohmaterialien aus Syrien, Zypern und später von Gallien und dem Rheinland eingeführt wurden. Auch die Eisenverhüttung und die Produktion von Amphoren blühten. Schiffswerften entstanden und Zubehör für den Transport zur See wurde in Aquileia hergestellt. In der römischen Kaiserzeit zählte die Stadt schätzungsweise 30.000 Einwohner.

#### Militärische Bedeutung
Aufgrund ihrer zentralen Lage stieg die militärische Bedeutung Aquileias bereits bei den ersten Einfällen germanischer Volksstämme in der zweiten Hälfte des 2. Jahrhunderts n. Chr. So hatte Kaiser Mark Aurel hier im Jahr 168 zu Beginn der Markomannenkriege ein Hauptquartier; zwei Jahre später wurde die Stadt von den in Oberitalien eingedrungenen Markomannen und Quaden belagert. In den Bürgerkriegswirren des Sechskaiserjahres 238 n. Chr. stellte sich die Stadt auf die Seite des Senats im Kampf gegen den regierenden Kaiser Maximinus Thrax, obwohl dieser zuvor Baumaßnahmen im Straßennetz der Stadt hatte durchführen lassen und sich auf Inschriften mit dem Beinamen „Aquileiensium restitutor et conditor“ („Wiederhersteller und [Neu-]Gründer der [Gemeinde der] Aquileienser“) schmückte. Maximinus zog mit seinen Truppen nach Italien und nahm die Belagerung Aquileias auf. Diese Kämpfe, die schon von Zeitgenossen als bellum Aquileiense („aquileiensischer Krieg“) bezeichnet wurden, endeten mit der Ermordung des Belagerers durch seine eigenen Soldaten. Auch im weiteren Verlauf der sogenannten Reichskrise des 3. Jahrhunderts war Aquileia mehrfach von Bürgerkriegen und Plünderungszügen einfallender germanischer Kriegergruppen betroffen, so etwa im Jahr 270, als Kaiser Quintillus die Stadt als Hauptquartier in seinem Kampf gegen den Usurpator Aurelian nutzte, dann aber von seinen Soldaten im Stich gelassen wurde und unter unklaren Umständen ums Leben kam.

### Spätantike

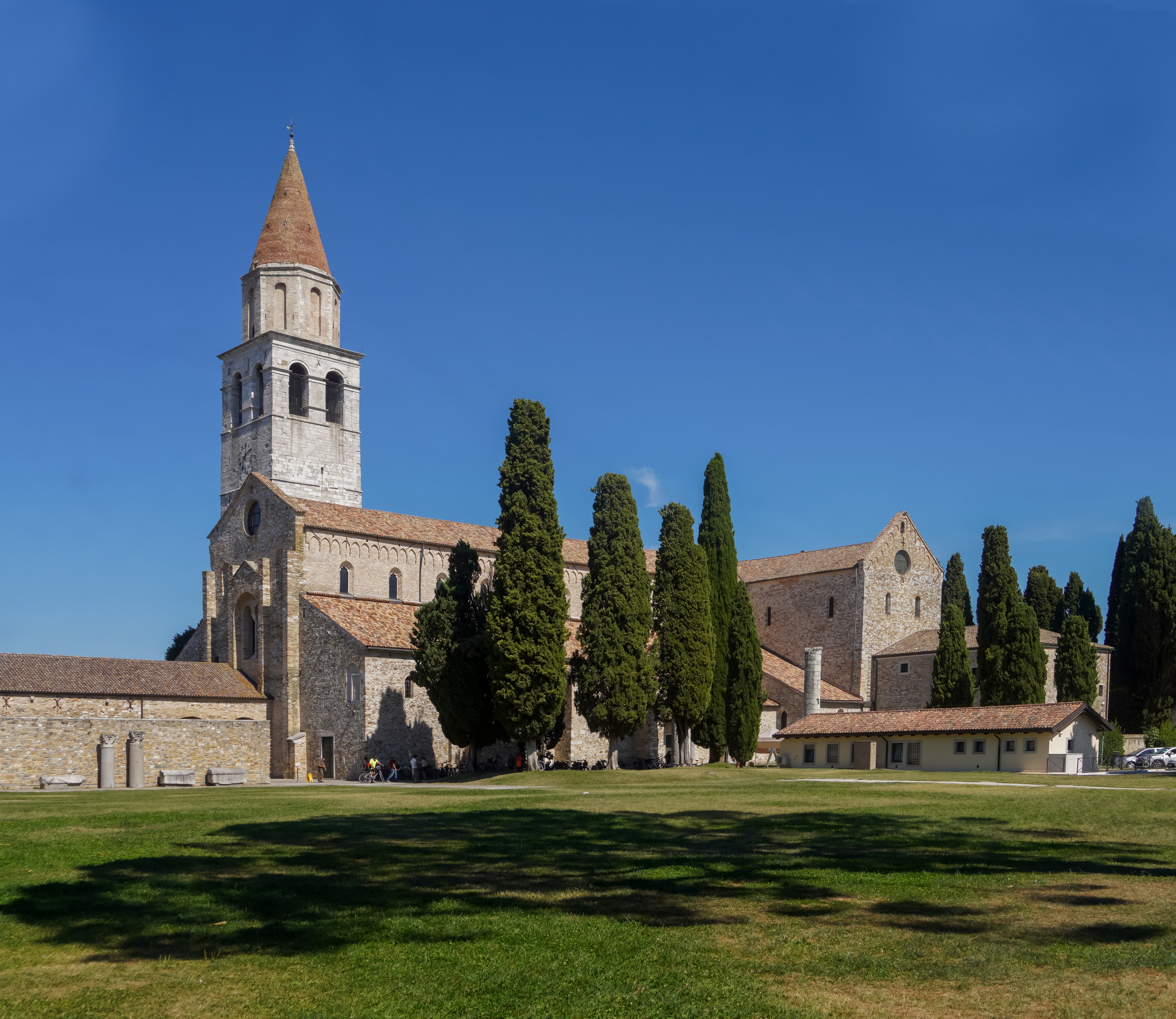
Südansicht der Kirche

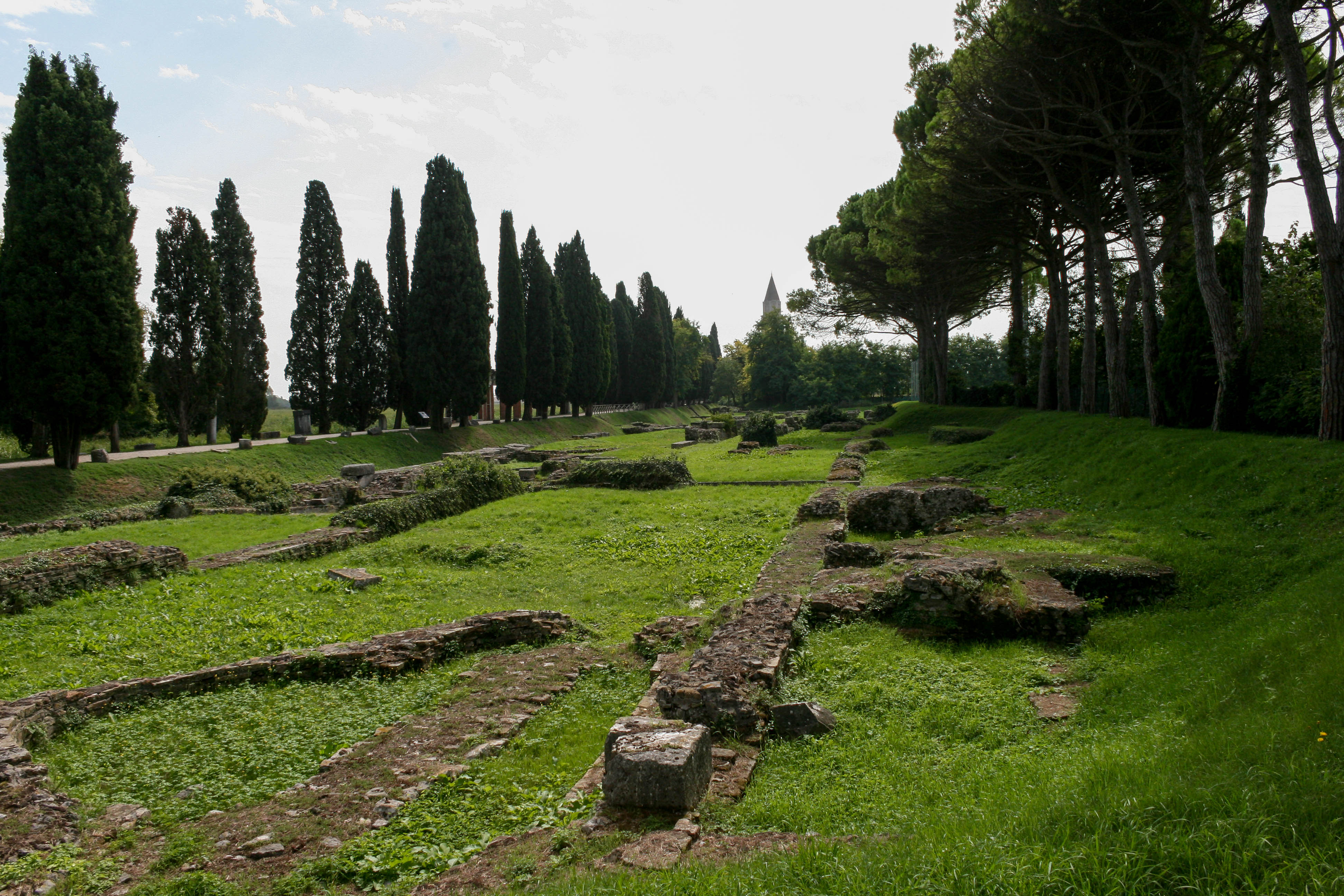
Ehemaliger Binnenhafen von Aquileia

In der Spätantike gewann Aquileia noch einmal an Bedeutung. Ab Diokletian (regierte 284–305) residierten einige Herrscher in der Stadt, sodass anzunehmen ist, dass dort auch ein kaiserlicher Palast entstand. Ab 294 existierte in Aquincum auch eine Prägestätte für die römische Währung. Entsprechend blieb die Stadt auch wirtschaftlich und gesellschaftlich bedeutsam, sodass der Schriftsteller Ausonius sie im 4. Jahrhundert unter den Städten des Römischen Reiches an die neunte Stelle setzte. Im 4. Jahrhundert n. Chr. wurde dort zum Schutz der adriatischen Küstengewässer das Hauptquartier der venetischen Flotte (classis Venetum) eingerichtet.
Mit der Christianisierung des Römischen Reiches im Verlauf des 4. Jahrhunderts setzte sich das Christentum auch in Aquileia durch. Der Legende nach soll bereits der Evangelist Markus im Auftrag von Simon Petrus dort den neuen Glauben verkündet und als ersten Bischof den heiligen Hermagoras eingesetzt haben. Von Hermagoras abgesehen, beginnt die Bischofsliste von Aquileia mit Hilarius, der unter Kaiser Numerian (regierte 283–284) das Martyrium erlitten haben soll. In der Spätantike wurden den Bischöfen von Aquileia auch mehrere Nachbarbistümer in Venetien, Istrien, Raetien und Noricum unterstellt, sodass das Bistum – möglicherweise unter Valerianus (amtierte 369–388) – zum Erzbistum aufstieg. Im September 381 fand auf Einladung des Kaisers Gratian die Synode von Aquileia statt, die sich gegen den Arianismus richtete. Ein 2024 entdeckter Kirchenbau aus dem 4. Jahrhundert, der später zu einer dreischiffigen Transeptbasilika erweitert wurde, belegt die religiöse Bedeutung Aquileias in der Spätantike.
Im 5. Jahrhundert wurde die Stadt wiederholt in die Wirren der Völkerwanderung involviert. Im ersten Jahrzehnt des Jahrhunderts erreichten die Westgoten zweimal Aquileia. Im Jahre 452 wurde die Stadt von den durchziehenden Hunnen unter Attila erobert und einigen Quellen zufolge völlig verwüstet. Archäologisch lassen sich jedoch keine schwerwiegenden Zerstörungen für diese Zeit nachweisen und auch einige antike Schriftquellen deuten darauf hin, dass das gesellschaftliche Leben in der Stadt bald danach weiterging. Dennoch spielte Aquileia in den folgenden Jahren politisch und militärisch kaum noch eine Rolle in dem mittlerweile stark geschwächten Rest des westlichen Reichsteils. Mit dem Ende des Weströmischen Reiches ging Aquileia wie große Teile Italiens in das Herrschaftsgebiet Odoakers über, das nach dessen Tod im Ostgotenreich aufging.

### Mittelalter

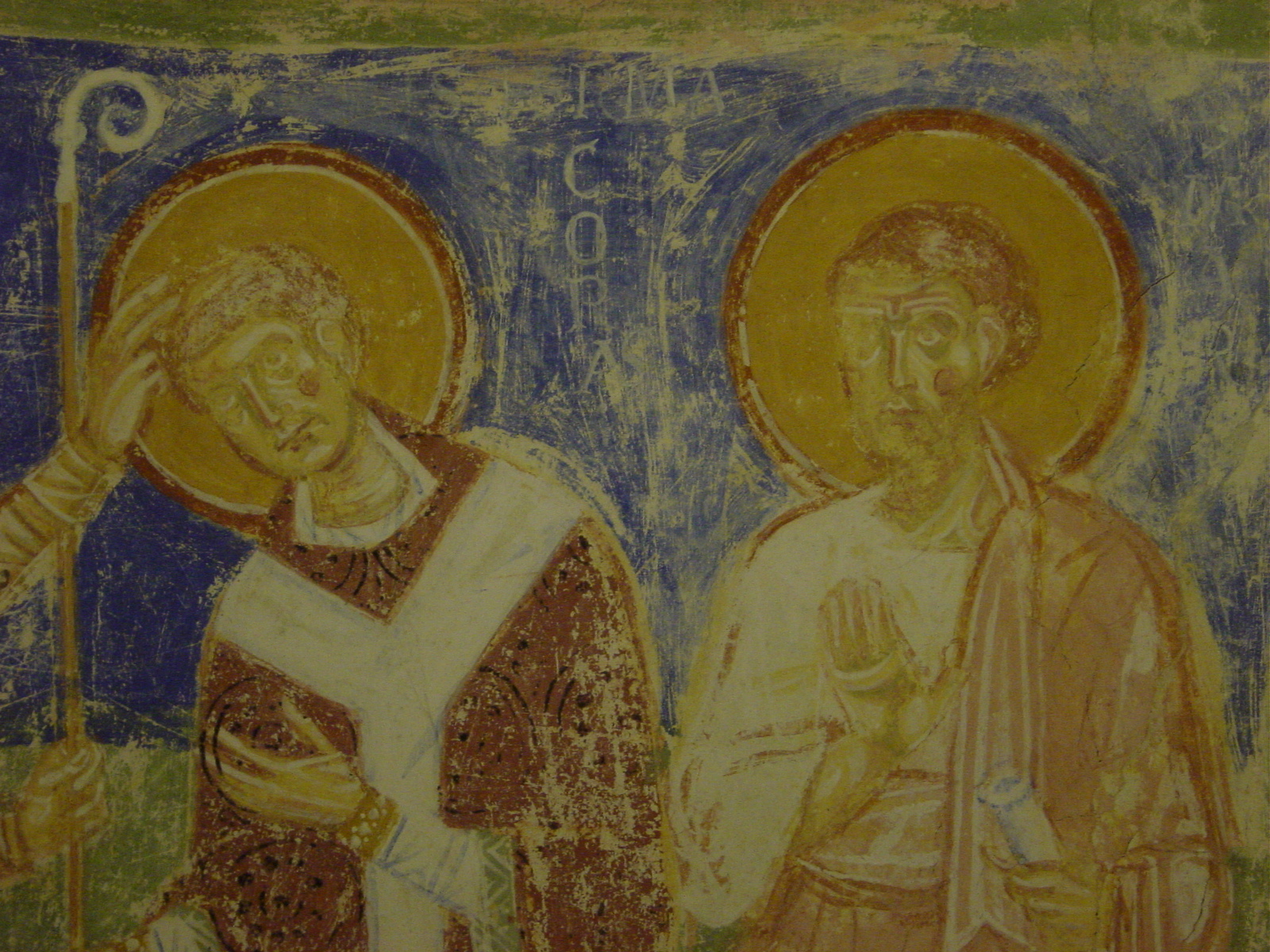
Fresko aus dem 13. Jahrhundert

Die Ostgotenherrschaft bedeutete wieder eine ruhigere Zeit für Aquileia, die jedoch durch den Einfall der Langobarden nach Italien beendet wurde. In der Zwischenzeit hatte sich Aquileia mit seiner sumpfigen Umgebung und seiner Lage an einem versandeten Hafen zunehmend als unsicher erwiesen. Daher siedelten weite Teile der Bevölkerung auf die nahegelegene Laguneninsel Grado über; im Jahr 568 floh auch der Patriarch Paulinus mit dem Kirchenschatz dorthin. Von diesen Ereignissen berichtet unter anderem die Chronica de singulis patriarchis Nove Aquileie, eine Chronik des 10. oder 11. Jahrhunderts. Spätestens seit dem Jahr 559 galt der Bischof von Aquileia als Patriarch und damit als höchster Kirchenfürst gleich nach dem römischen Papst in der lateinischen Kirche. Später gab es zwei miteinander konkurrierende Patriarchen in Aquileia und in Grado, noch später zusätzlich in Cividale del Friuli, Udine und Venedig.
Unter den Langobarden verlor Aquileia durch die Gründung des Herzogtums Cividale seine Rolle als politisches und militärisches Zentrum. Als Norditalien nach dem Untergang des Langobardenreiches unter die Herrschaft des Fränkischen Reiches kam, wurde die christliche Mission im Ostalpenraum wieder verstärkt. Dabei rivalisierte das Patriarchat von Aquileia mit dem Erzbistum Salzburg, die beide auf diese Weise ihren Einfluss auszubauen versuchten. Um diesen Konflikt beizulegen, legte Karl der Große als Grenze zwischen den Einflussgebieten der beiden Bistümer und damit als Nordgrenze des Patriarchats von Aquileia den Fluss Drau fest. Der Ortsname Hermagor in Kärnten geht auf den ersten Bischof Aquileias zurück.
Patriarch Paulinus II. von Aquileia (amtierte 776–802) spielte eine bedeutende Rolle in der Karolingischen Renaissance; sein Nachfolger Maxentius (amtierte 811–833) veranlasste umfangreiche Baumaßnahmen in der aus dem 4. Jahrhundert stammenden Basilika von Aquileia. Durch die Ungarneinfälle des 10. Jahrhunderts und durch ein Erdbeben im Jahr 998 wurde die Stadt in Mitleidenschaft gezogen. Allerdings wurde der Ort in dieser Zeit wieder wichtig für die Interessen der römisch-deutschen Könige und Kaiser in Norditalien. Zu deren Durchsetzung ernannte Heinrich II. seinen Vertrauten Poppo zum Patriarchen von Aquileia (Amtszeit 1019–1042). Dieser kümmerte sich um die Wiederherstellung der Basilika und vertrat die kaiserlichen Interessen in Italien. Weitere Baumaßnahmen an der Kirche erfolgten unter Patriarch Marquard I. von Randeck (amtierte 1365–1381) sowie in den Jahren ab 1467. Zwischenzeitig hatte Aquileia jedoch mit dem Aufstieg Venedigs seine Vorherrschaft in der Region endgültig verloren. Patriarch Ludwig III. Scarampi-Mezzarota trat die weltliche Herrschaft im Jahr 1445 durch einen Vertrag an Venedig ab (mit Ausnahme des Stadtgebietes von Aquileia) und bekam im Gegenzug eine jährliche Pension von 5000 Dukaten zugesichert.

### Neuzeit
Im Jahr 1751 wurde das Patriarchat von Aquileia aufgehoben und auf die Erzbistümer Udine und Görz aufgeteilt; auch die in Aquileia aufbewahrten Reliquien wurden auf die beiden neuen Diözesen aufgeteilt. Der letzte Patriarch von Aquileia, Daniel Kardinal Dolfin, verstarb 1762. Seit dieser Zeit wird das Bistum von Aquileia als Titularerzbistum vergeben. Der einzige Deutsche auf diesem Stuhl war Joseph Kardinal Höffner. Als Bischof von Münster wurde er 1969 Koadjutor des Erzbischofs von Köln und zugleich Titularerzbischof von Aquileia, jedoch nur wenige Monate. Seit dieser Zeit haben diesen Titularsitz bereits zwei andere Erzbischöfe eingenommen.
Mitte des 19. Jahrhunderts war die Basilika stark verfallen. Nach einem Besuch des österreichischen Kaisers Ferdinand I. 1844 wurden jedoch erste Restaurierungsmaßnahmen eingeleitet. Die Gemeinde war bis zum Ende des Ersten Weltkriegs Teil der Grafschaft Görz und Gradisca, wobei sie dem Gerichtsbezirk Cervignano unterstellt war, der wiederum Teil des Bezirks Monfalcone war. Sie war somit Teil Österreich-Ungarns.
Vom 16. Juli 1910 bis zum 1. Juli 1937 war Aquileia an das europäische Eisenbahnnetz angeschlossen. Die wegen des ansteigenden Tourismus von der K. K. Priv. Friauler Eisenbahn-Gesellschaft errichtete Eisenbahnlinie führte von Cervignano del Friuli bis zur Endstation im Ortsteil Belvedere, von wo aus die Passagiere mit der Fähre nach Grado weiterreisten. Mit dem Aufkommen des Auto- und Busverkehrs wurde die Eisenbahnlinie 1937 eingestellt.

## Archäologie
Heute ist die Stadt wieder lebendig und entwickelte sich vor allem wegen ihrer Kunstschätze zu einem touristischen Anziehungspunkt. Bemerkenswert sind:
- der römische Binnenhafen, das Forum, die Via Sacra
- aus der Patriarchenzeit die Basilika mit den bedeutenden Fußbodenmosaiken sowie der Krypta
- Archäologisches Nationalmuseum mit Lapidarium und römischen Gläsern
- Frühchristliches Museum
- Römerstraße, Aquädukt
- Fußboden-Reste römischer Häuser und frühchristlicher Oratorien mit partiell erhaltenen Mosaikböden
- das große Mausoleum (rekonstruiert 1956) mit Löwenskulpturen
- Kirchenbau aus dem 4. Jahrhundert, später zu einer dreischiffigen Transeptbasilika erweitert[29]

Frühchristliche Sehenswürdigkeiten in Aquileia
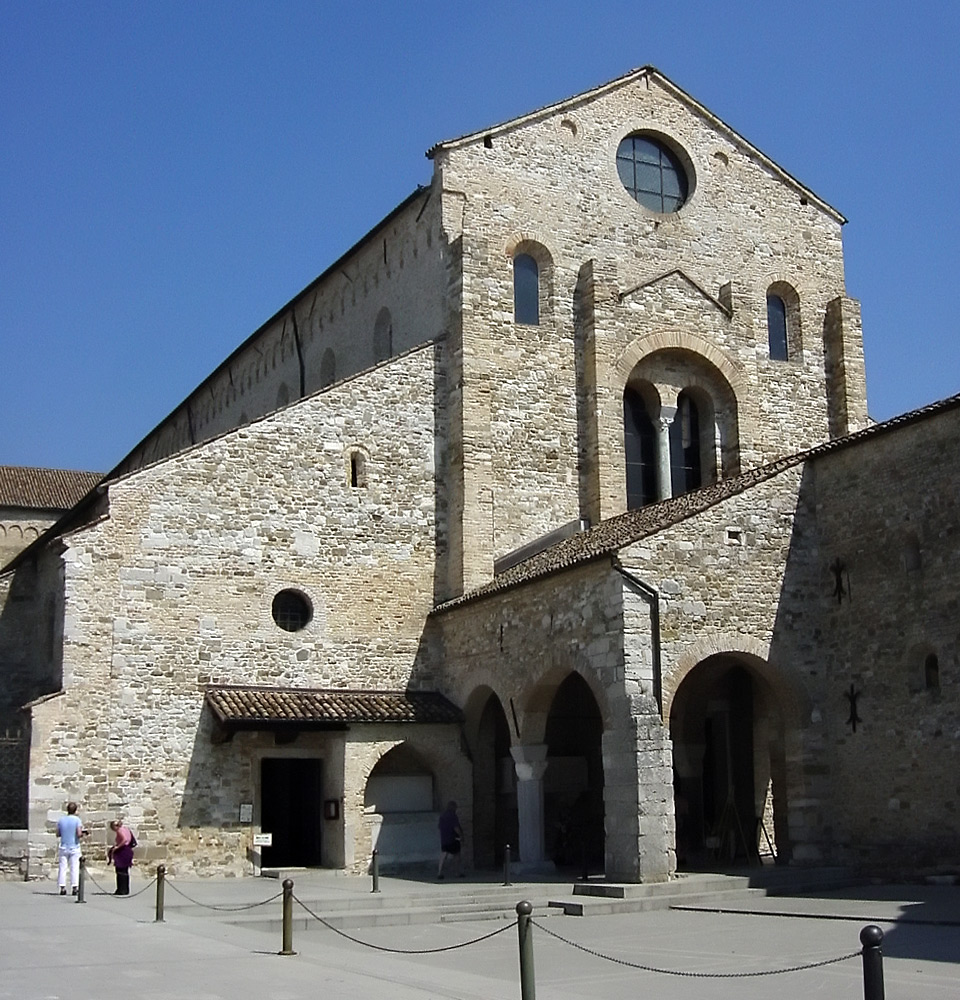
Außenansicht der Kirche
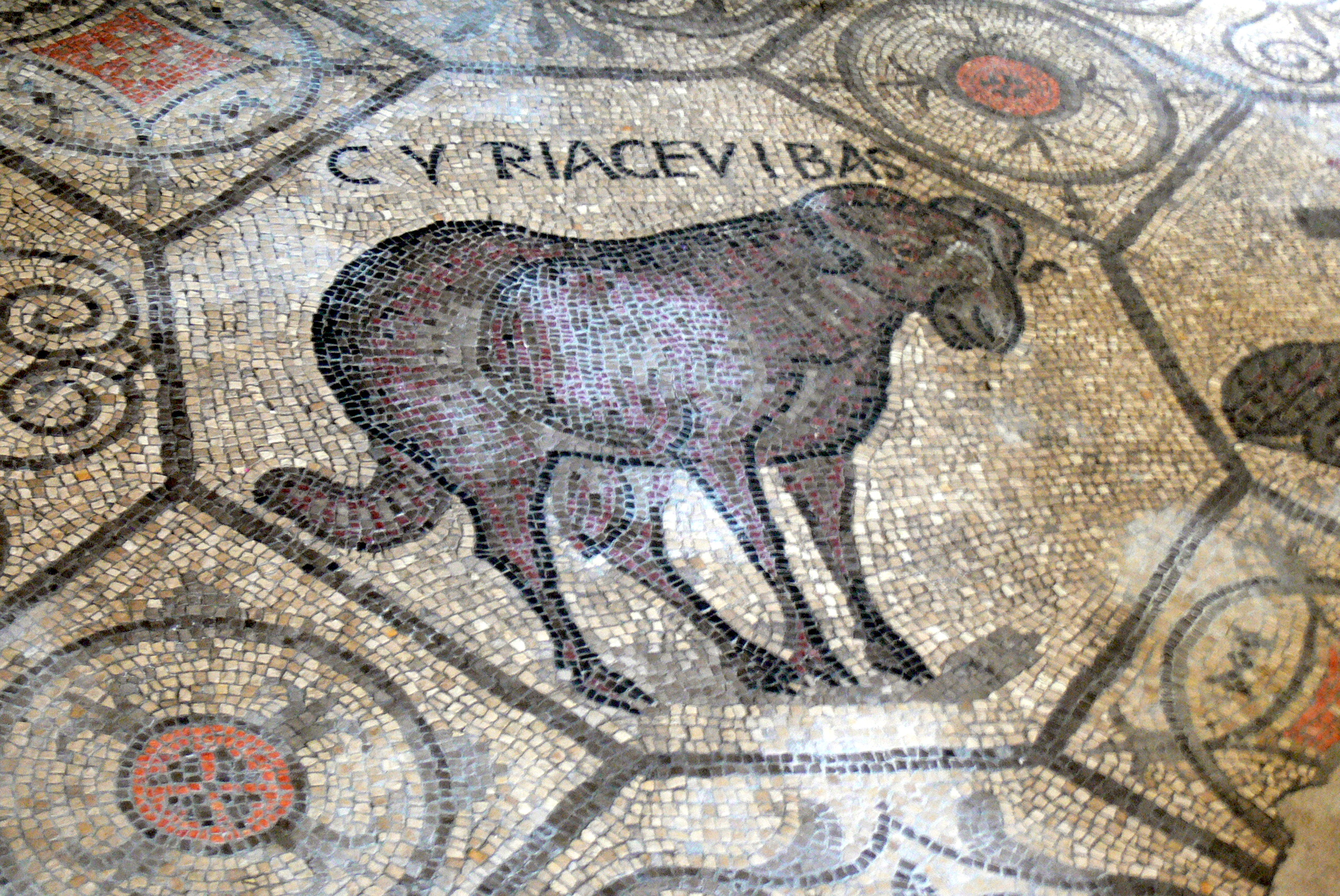
Frühchristliches Mosaik
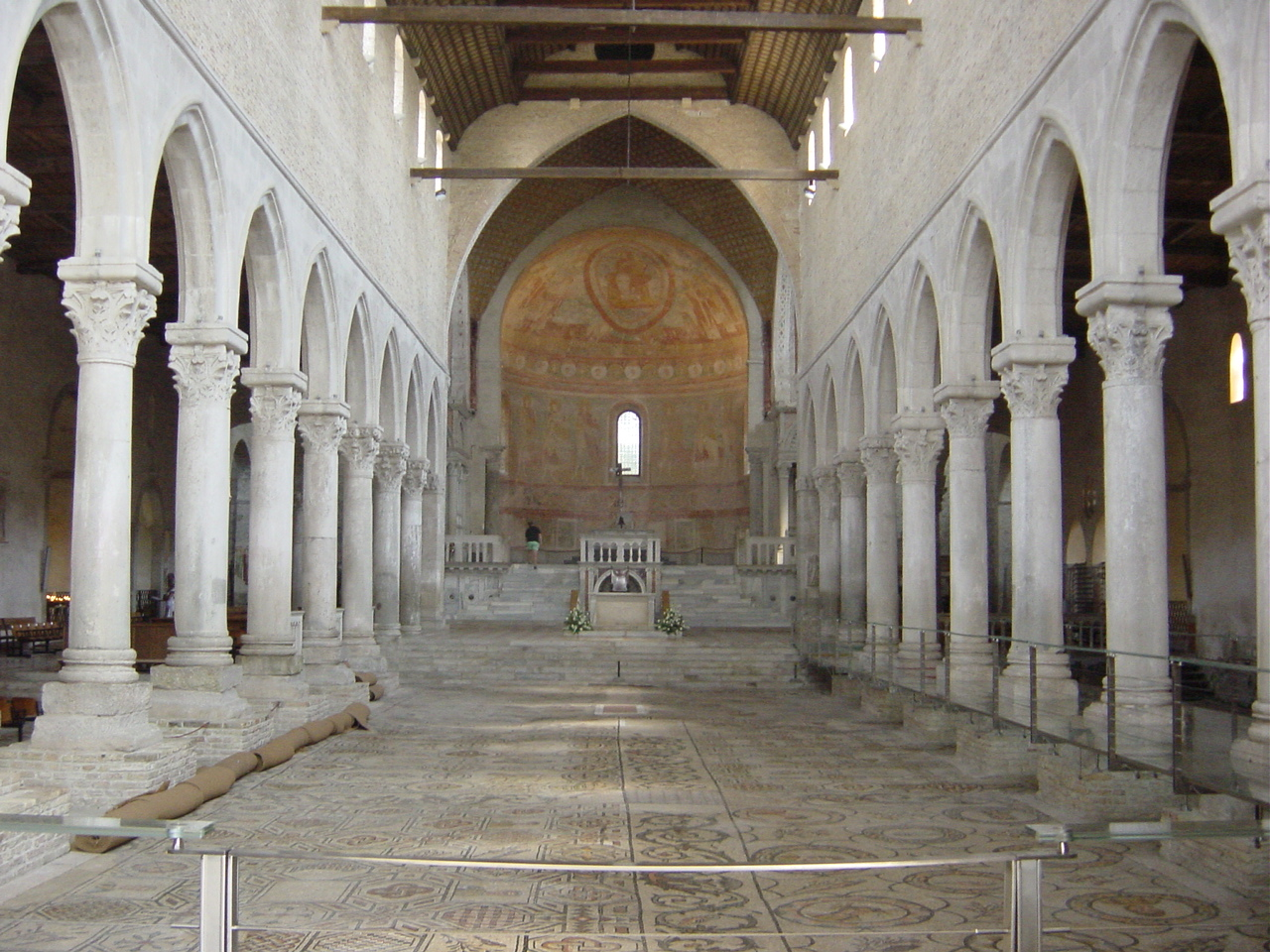
Innenansicht der Basilika
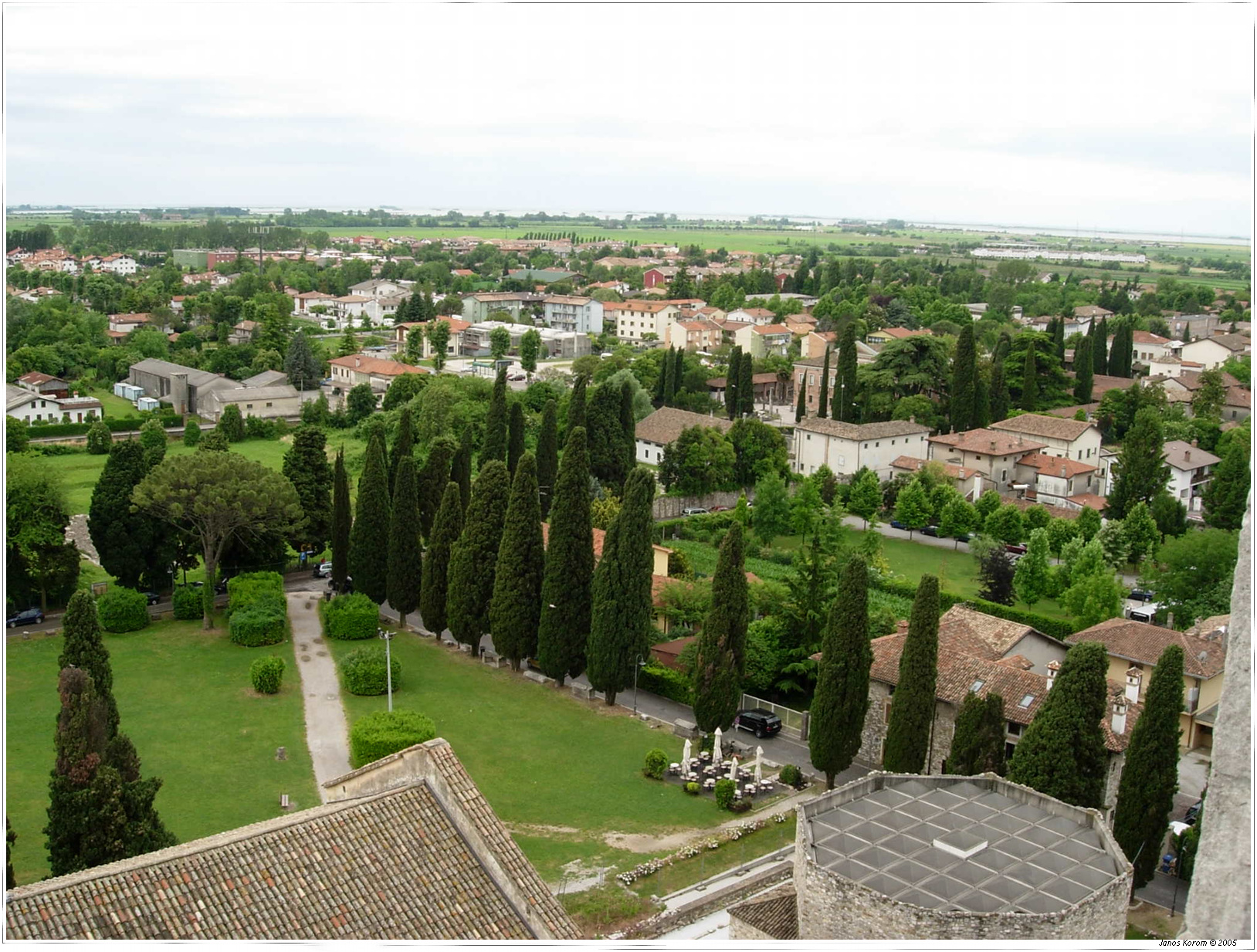
Blick vom Glockenturm der Basilika auf die Stadt

## Verkehrsanbindung

### Straße
Durch Aquileia verläuft die SR 352, entlang derer sich auch ein Radweg befindet, die in nördlicher Richtung nach Udine führt, in südlicher Richtung nach Grado an der Adriaküste.

### Bahn
Aquileia selbst liegt nicht an einer Bahnstrecke. Die Stadt ist jedoch über den Bahnhof Cervignano-Aquileia-Grado im ca. 6 km nördlich liegenden Cervignano del Friuli an das regionale und überregionale Bahnnetz angeschlossen.

## Söhne und Töchter der Stadt
- Pius I. (2. Jahrhundert), Bischof von Rom / Papst
- Joseph Eduard d’Alton (1772–1840), Anatom, Archäologe und Kupferstecher
- Paride Tumburus (1939–2015), Fußballspieler und -trainer
- Luigi Delneri (* 1950), Fußballspieler und -trainer